# Croton lasiopyrus
Espèce
Classification APG II (2003)
Croton lasiopyrus est une espèce de plantes à fleurs du genre Croton et de la famille Euphorbiaceae présente sur la côte de Madagascar.